# استافیلوکوک وارنری
استافیلوکوک وارنری، کوکسی گرم مثبت و کواگولاز منفی در جنس (سرده) استافیلوکوک است. این باکتری به شکل همزیست در پوست انسان و حیوانات زندگی می‌کند. این باکتری به ندرت ایجاد بیماری می‌کند اما در بیمارانی که سیستم ایمنی در آن‌ها سرکوب شده‌است گاهی اوقات موجب بیماری می‌شود.
استافیلوکوک وارنری می‌تواند موجب سقط جنین در گاو و انسان شود. این باکتری با بیماری‌هایی مانند عفونت‌های استخوانی، ادراری، مننژیت، اندوکاردیت و غیره در ارتباط است. همچنین از مننگوانسفالیت در سگ نیز جدا شده‌است.